# Bundestagswahlkreis Neubrandenburg – Mecklenburg-Strelitz – Uecker-Randow
Der Bundestagswahlkreis Neubrandenburg – Mecklenburg-Strelitz – Uecker-Randow war von 2002 bis 2013 ein Wahlkreis in Mecklenburg-Vorpommern. Er umfasste die Stadt Neubrandenburg sowie die ehemaligen Landkreise Mecklenburg-Strelitz und Uecker-Randow. Zur Bundestagswahl 2013 wurde der Wahlkreis aufgelöst. Seine Gemeinden wurden auf die neu zugeschnittenen Wahlkreise 16 Mecklenburgische Seenplatte I – Vorpommern-Greifswald II und 17 Mecklenburgische Seenplatte II – Landkreis Rostock III aufgeteilt.

## Bundestagswahl 2009
Die Bundestagswahl 2009 hatte folgendes Ergebnis:
| Direktkandidat         | Partei                | Erststimmen in % | Zweitstimmen in % |
| ---------------------- | --------------------- | ---------------- | ----------------- |
| Christoph Poland       | CDU                   | 33,0             | 33,4              |
| Torsten Koplin         | Die Linke.            | 32,8             | 31,3              |
| Denis Pinzke           | SPD                   | 17,0             | 15,6              |
| Dietrich-Eckard Krause | FDP                   | 6,9              | 8,5               |
| Tino Müller            | NPD                   | 5,0              | 4,6               |
| Nicolas Mantseris      | Bündnis 90/Die Grünen | 3,9              | 4,1               |
| Michael Waldow         | Einzelbewerber        | 1,0              | -                 |
| Volkmar Münz           | Einzelbewerber        | 0,4              | -                 |
| -                      | Piraten               | -                | 2,1               |
| -                      | MLPD                  | -                | 0,2               |
| -                      | REP                   | -                | 0,2               |

## Geschichte
Der Wahlkreis wurde im Zuge der Neuordnung der Wahlkreise in Mecklenburg-Vorpommern vor der Bundestagswahl 2002 aus Teilen der ehemaligen Wahlkreise Neubrandenburg – Altentreptow – Waren – Röbel und Neustrelitz – Strasburg – Pasewalk – Ueckermünde – Anklam neu gebildet und trug die Wahlkreisnummer 17.

## Abgeordnete
Direkt gewählte Abgeordnete des Wahlkreises waren:
| Jahr | Name               | Partei | Anteil der Erststimmen |
| ---- | ------------------ | ------ | ---------------------- |
| 2009 | Christoph Poland   | CDU    | 33,0 %                 |
| 2005 | Susanne Jaffke     | CDU    | 31,3 %                 |
| 2002 | Götz-Peter Lohmann | SPD    | 37,8 %                 |